# Christjan Wegner
Leif Christjan Wegner, född Persson 23 december 1959 i Stockholm, är en svensk regissör, manusförfattare, ljudtekniker och filmklippare.

## Filmografi

### Regi i urval
- 2009 – Disney "När klockan ringer"
- 2009 – Göta Kanal "Kanalkungens hemlighet
- 2004 – Lilla Jönssonligan på kollo
- 2003 – Talismanen
- 1999 – Browalls (TV-serie)
- 1999 – c/o Segemyhr (TV-serie)
- 1998 – Zingo
- 1997 – Rummel & Rabalder: Snarkofagens hemlighet
- 1997 – Lilla Jönssonligan på styva linan
- 1996 – Rummel & Rabalder: Underjordens pipor
- 1996 – Lilla Jönssonligan och cornflakeskuppen
- 1993 – Allis med is

### Filmmanus
- 2004 – Lilla Jönssonligan på kollo
- 1997 – Lilla Jönssonligan på styva linan
- 1996 – Lilla Jönssonligan och cornflakeskuppen